# Mugglomben
Mugglomben är en sjö i Överkalix kommun i Norrbotten och ingår i Töreälvens huvudavrinningsområde.